# جام حذفی فوتبال چین
جام حذفی فوتبال چین (انگلیسی: Chinese FA Cup) مسابقات فوتبال حذفی در کشور چین است.
این جام در سال ۱۹۵۶ راه‌اندازی شده و باشگاه فوتبال شاندونگ لیونگ با ۷ قهرمانی پرافتخارترین تیم این مسابقات محسوب می‌شود.

## قهرمانی بر پایه باشگاه
|    | باشگاه                                  | قهرمان                                        | نایب قهرمان                            |
| -- | --------------------------------------- | --------------------------------------------- | -------------------------------------- |
| ۱  | باشگاه فوتبال شاندونگ لیونگ             | ۷ (۱۹۹۵, ۱۹۹۹, ۲۰۰۴, ۲۰۰۶, ،۲۰۱۴, ۲۰۲۱, ۲۰۲۲) | ۶ (۱۹۹۶, ۲۰۰۵, ۲۰۱۱, ۲۰۱۸, ۲۰۱۹, ۲۰۲۳) |
| ۲  | باشگاه فوتبال بیجینگ گوان               | ۵ (۱۹۸۵, ۱۹۹۶, ۱۹۹۷, ۲۰۰۳, ۲۰۱۸)              | ۳ (۱۹۸۶, ۲۰۰۰, ۲۰۰۱)                   |
| ۲  | باشگاه فوتبال شانگهای گرینلند شنهوآ     | ۶ (۱۹۵۶, ۱۹۹۱, ۱۹۹۸, ۲۰۱۷, ۲۰۱۹, ۲۰۲۳)        | ۳ (۱۹۹۵, ۱۹۹۷, ۲۰۱۵)                   |
| ۴  | باشگاه فوتبال دالیان هایچانگ            | ۳ (۱۹۹۲, ۲۰۰۱, ۲۰۰۵)                          | ۴ (۱۹۹۰, ۱۹۹۹, ۲۰۰۳, ۲۰۰۶)             |
| ۵  | باشگاه فوتبال گوانگ‌ژو اورگراند تائوبائو | ۲ (۲۰۱۲, ۲۰۱۶)                                | ۲ (۱۹۹۱, ۲۰۱۳)                         |
| ۵  | باشگاه فوتبال لیائونینگ                 | ۲ (۱۹۸۴, ۱۹۸۶)                                | ۲ (۱۹۹۸, ۲۰۰۲)                         |
| ۷  | باشگاه فوتبال تیانجین تدا               | ۲ (۱۹۶۰, ۲۰۱۱)                                | ۱ (۱۹۵۶)                               |
| ۸  | باشگاه فوتبال جیانگسو سونینگ            | ۱ (۲۰۱۵)                                      | ۲ (۲۰۱۴, ۲۰۱۶)                         |
| ۹  | باشگاه فوتبال بیجینگ رن                 | ۱ (۲۰۱۳)                                      | ۱ (۲۰۱۲)                               |
| ۱۰ | Bayi                                    | ۱ (۱۹۹۰)                                      | ۰                                      |
| ۱۰ | باشگاه فوتبال چونگ‌کینگ دنگ‌دای لیفان     | ۱ (۲۰۰۰)                                      | ۰                                      |
| ۱۰ | Qingdao Jonoon                          | ۱ (۲۰۰۲)                                      | ۰                                      |
| ۱۳ | Guangdong                               | ۰                                             | ۴ (۱۹۶۰, ۱۹۸۴, ۱۹۸۵, ۱۹۹۲)             |
| ۱۴ | Sichuan Guancheng                       | ۰                                             | ۱ (۲۰۰۴)                               |
| ۱۴ | باشگاه فوتبال شانگهای اس‌آی‌پی‌جی          | ۰                                             | ۱ (۲۰۱۷)                               |